# Logiciel de comptabilité
Un logiciel de comptabilité est un ensemble de programmes informatiques permettant d'assurer (presque) toutes les tâches de la comptabilité pour établir les états financiers et calculer et compter le bénéfice d'une entreprise ou d'une société dans une période exacte depuis les années 1990. Il enregistre et traite les transactions comptables à l'intérieur de modules fonctionnels comme la comptabilité fournisseurs, la comptabilité clients, la paie et le grand livre.

## Enjeux du logiciel de comptabilité fiscale sociale et commerciale
Le logiciel de comptabilité est le système d'information comptable unique. Il peut être développé spécifiquement par l'entreprise commerciale qui l'utilise, ou il peut être acheté à un fournisseur de logiciel « clefs en main », ou être une combinaison d'un ou plusieurs progiciels achetés assortie d'adaptations locales à l'entreprise. Sa complexité et son coût sont variables en fonction de l'entreprise qui l'utilise.
Les logiciels comptables permettent des gains considérables de temps par l’utilisation de bases de données mises progressivement à jour par l’entreprise (liste des clients, fournisseurs, articles vendus et achetés…). Les documents comptables peuvent être modifiés et imprimés et par conséquent peuvent être diffusés plus rapidement. Le logiciel de comptabilité est souvent le premier pas vers une intégration complète du système d’information. Ainsi, ces logiciels ont pour objectif d'assurer l'unicité de l'information, l'homogénéisation des processus, une information actualisée en permanence, la centralisation des entités distantes, et l'interactivité par le réseau.
Depuis le milieu des années 1990, le marché a subi des regroupements considérables, beaucoup de fournisseurs ayant cessé leur activité ou ayant été absorbés par des groupes plus grands.

## Les différentes activités traditionnelles supportées par les logiciels comptables
Un logiciel comptable est traditionnellement apte à répondre à certaines activités :
- Achat / vente : comptabilisation des factures d'achat et de vente.
- Banque : comptabilisation des relevés bancaires et cartes (et caisse ou lettre de change).
- Opérations diverses :

Comptabilisation des immobilisations acquises ou cédées selon facture.

Comptabilisation des écritures de fin d'année : stock, amortissements, provisions, régularisation…

- Création à demande de journaux, grand livre, balance.
- Création des documents des comptes annuels à la clôture : bilan, compte de résultat, liasses fiscales diverses

## Des logiciels adaptés à des publics différents

### Comptabilité personnelle
Souvent trouvés dans la grande distribution ou les magasins spécialisés (ou librement sur internet), les logiciels de comptabilité personnelle permettent de réaliser le lien entre les comptes bancaires et les dépenses personnelles des ménages. Il est ainsi possible de vérifier la nature de ses dépenses avec plus d’efficacité et de pointer ses relevés bancaires informatiquement. De nombreuses banques proposent d'ailleurs de recevoir ces relevés sous abonnement bancaire internet directement sous un format utilisable par ces logiciels évitant de saisir à nouveau l'ensemble des informations.

### Comptabilité des petites et moyennes entreprises
Souvent accompagné d’un logiciel de gestion commerciale (création de facture, bon de commande et de livraison) et d’un logiciel de paye, ces trois logiciels permettent de réaliser le suivi du bon de commande jusqu’au paiement du client ou des salariés. Il existe toutefois des logiciels qui regroupent ces trois fonctions. Toute l’exploitation de l’entreprise peut être ainsi facilement gérée et analysée. Les documents comptables peuvent être générés automatiquement.

### Comptabilité des grandes entreprises
Les logiciels de comptabilité les plus complexes et les plus chers font généralement partie d'une suite de logiciels souvent connue sous l'expression progiciels de gestion intégrés (Enterprise resource planning ou ERP en français). Intégrant les fonctionnalités des logiciels des petites entreprises, ces logiciels autorisent l'intégration de la comptabilité analytique, Les techniques de gestion des stocks, la stratégie... 
Un progiciel de gestion intégré (PGI), appelé en anglais Enterprise Resource Planning (ERP), est un logiciel qui intègre l'ensemble des processus de gestion d'une entreprise, comme la gestion des ressources humaines, la gestion comptable et financière, l'aide à la décision, mais aussi la vente, la distribution, l'approvisionnement et le commerce électronique.
Le principe fondateur d'un ERP est de construire des applications informatiques (paie, comptabilité, gestion de stocks…) avec des modules indépendants, tout en partageant une base de données unique et commune. Cette architecture tranche avec la situation préexistante dans les applications en développement spécifique existant avant les ERP car les données sont désormais standardisées et partagées, ce qui élimine les saisies multiples et évite en théorie l'ambiguïté des données multiples de même nature.